# Гардін (Міссурі)
Гардін (англ. Hardin) — місто (англ. city) в США, в окрузі Рей штату Міссурі. Населення — 571 особа (2020).

## Географія
Гардін розташований за координатами 39°16′3″ пн. ш. 93°49′53″ зх. д. / 39.26750° пн. ш. 93.83139° зх. д. (39.267580, -93.831326).  За даними Бюро перепису населення США в 2010 році місто мало площу 1,66 км², уся площа — суходіл.

## Демографія
Згідно з переписом 2010 року, у місті мешкало 569 осіб у 214 домогосподарствах у складі 159 родин. Густота населення становила 342 особи/км².  Було 266 помешкань (160/км²).
Расовий склад населення:
| - 98,1 % — білих - 1,1 % — корінних американців - 0,2 % — азіатів |

До двох чи більше рас належало 0,7 %. Частка іспаномовних становила 1,6 % від усіх жителів.
За віковим діапазоном населення розподілялося таким чином: 28,3 % — особи молодші 18 років, 61,3 % — особи у віці 18—64 років, 10,4 % — особи у віці 65 років та старші. Медіана віку мешканця становила 35,8 року. На 100 осіб жіночої статі у місті припадало 96,2 чоловіків;  на 100 жінок у віці від 18 років та старших — 94,3 чоловіків також старших 18 років.
Середній дохід на одне домашнє господарство  становив 56 848 доларів США (медіана — 54 000), а середній дохід на одну сім'ю — 62 073 долари (медіана — 59 167). Медіана доходів становила 50 357 доларів для чоловіків та 24 784 долари для жінок. За межею бідності перебувало 13,0 % осіб, у тому числі 22,1 % дітей у віці до 18 років та 4,3 % осіб у віці 65 років та старших.
Цивільне працевлаштоване населення становило 312 особи. Основні галузі зайнятості: освіта, охорона здоров'я та соціальна допомога — 37,5 %, виробництво — 13,1 %, будівництво — 12,8 %.